# Briarachnia
Briarachnia is een monotypisch mosdiertjesgeslacht uit de familie van de Arachnopusiidae en de orde Cheilostomatida. De wetenschappelijke naam ervan is in 1984 voor het eerst geldig gepubliceerd door Dennis P. Gordon.

## Soort
- Briarachnia robusta Gordon, 1984